# Herophydrus pallidus
Herophydrus pallidus är en skalbaggsart som beskrevs av Omer-cooper 1931. Herophydrus pallidus ingår i släktet Herophydrus och familjen dykare. Inga underarter finns listade i Catalogue of Life.